# Masabumi Hosono
Masabumi Hosono (細野 正文, Hosono Masabumi, 15 de outubro de 1870 – 14 de março de 1939) foi um funcionário público japonês. Ele era o único passageiro japonês a bordo do RMS Titanic em sua viagem inaugural. Ele sobreviveu ao naufrágio do navio em 15 de abril de 1912, mas encontrou-se condenado ao ostracismo pelo público, imprensa e governo japoneses por sua decisão de se salvar em vez de afundar com o navio.

## Vida pregressa e carreira
Hosono nasceu na vila de Hokura, agora parte da cidade de Joetsu, na prefeitura de Niigata em 1870. Em 1896, se graduou na  Tokyo Higher Commercial School (agora Hitotsubashi University) e entrou para Mitsubishi Joint Stock Company. Em 1897, ele deixou a companhia para trabalhar como empregado no setor de cargas do Shiodome Freight Terminal em Tóquio. Em 1906, completou um curso de língua russa na Tokyo Language School (agora Tokyo University of Foreign Studies), e se tornou gerente na Divisão de Contabilidade e Investigação do Escritório da Ferrovia Imperial no ano seguinte. Em 1908, se tornou diretor da ferrovia.
Em 1910, Hosono, trabalhando para o Ministério da Terra, Infra-estrutura, Transportes e Turismo, foi enviado para a Rússia para
pesquisar o sistema ferroviário estatal russo. Sua jornada de volta ao Japão o levou primeiramente para Londres, onde ficou por um curto período de tempo, depois para Southampton onde embarcou no Titanic em 10 de abril de 1912 como passageiro da segunda classe.

## A bordo doTitanic

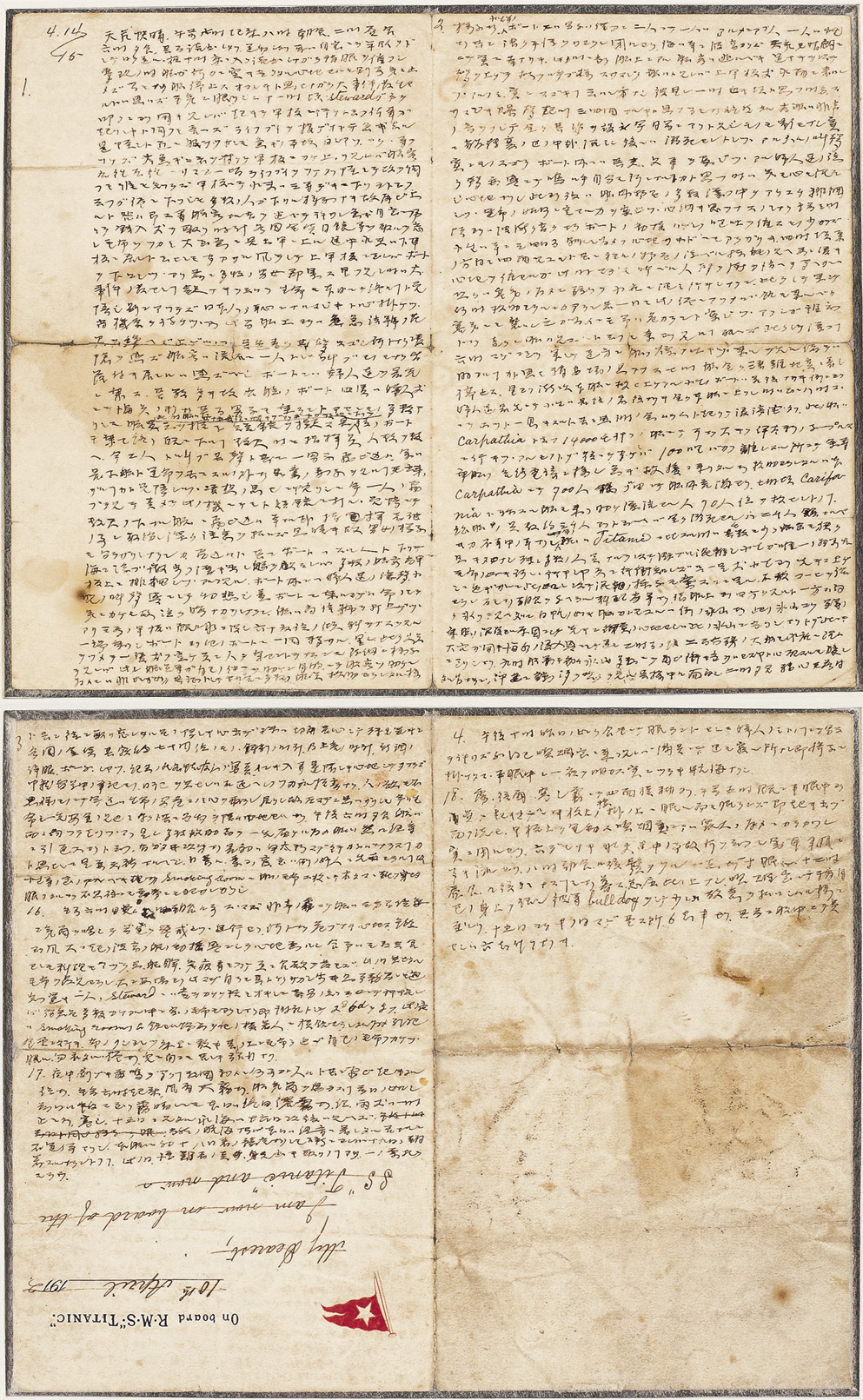
Relato de Masabumi Hosono sobre o naufrágio, escrito em papel timbrado do Titanic

Durante a noite de 14 de abril ele foi acordado por um tripulante. Entretanto, não conseguiu chegar ao convés dos botes, onde os botes salva-vidas já estavam sendo lançados, pois um dos tripulantes assumiu que ele seria um passageiro da terceira classe. Eventualmente ele conseguiu chegar até o convés dos botes, onde ficou alarmado ao ver os sinalizadores de emergência serem disparados: "Enquanto isso, os sinalizadores de emergência eram disparados no ar sem cessar, e os deslumbrantes relâmpagos azuis e os ruídos eram simplesmente aterrorizantes. De maneira alguma, não poderia de modo algum dissipar o sentimento de pavor absoluto e desolação."
Hosono viu quatro botes serem lançados e contemplou a perspectiva da morte iminente. Ele estava "profundamente desolado de que não poderia mais ver minha amada esposa e filhos, já que não havia alternativa para mim do que compartilhar o mesmo destino que a Titanic". Como o número de botes diminuindo rapidamente, "Tentei me preparar para o último momento sem agitação, decidindo não deixar nada de vergonhoso como japonês. Mas ainda me encontrei procurando e aguardando possíveis chances de sobrevivência."
Enquanto ele observava o botes salva-vidas 10 ser carregado, um Oficial gritou: "Espaço para mais dois", e um homem pulou a bordo. Hosono viu isto e, como mais tarde afirmou: "o exemplo do primeiro homem pulando me fez agarrar esta última chance."
Ele subiu a bordo e posteriormente comentou: "Felizmente, os homens responsáveis estavam ocupados com outra coisa e não prestaram muita atenção. Além disso, estava escuro e não teriam visto quem era homem e quem era mulher." Do seu ponto de vista da embarcação, apenas 61 metros longe do navio que afundava, ele ouviu os clamores daqueles ainda a bordo e os descreveu como "sons extraordinários", aparentemente com quatro explosões distintas, quando o navio se partiu. Ele descreveu o que ouviu e viu quando o Titanic afundou:
Depois que o navio afundou, voltaram novamente os agonizantes gritos dos que se afogavam na água. Nosso bote salva-vidas também estava cheio de soluços, crianças chorosas e mulheres preocupadas com a segurança de seus maridos e pais. E eu, também, estava tão deprimido e miserável como eles  estavam, sem saber o que seria de mim mesmo a longo prazo. 
Por volta de 8:00 de 15 de abril, os passageiros do bote foram resgatados pelo RMS Carpathia. Uma vez a bordo, Hosono dormiu no salão de fumantes mas o evitou enquanto podia, pois era alvo de piadas dos marinheiros, a quem chamou "um monte de marinheiros inúteis" para quem "qualquer coisa que eu digo cai em ouvidos surdos." Ele se escondeu, mostrando-lhes "uma tenacidade de bulldog" e eventualmente ganhou o que ele chamou de "um pouco de respeito." Ele ainda tinha em seus bolsos uma folha de papel timbrado com o logotipo do Titanic na qual tinha começado uma carta para sua esposa escrita em inglês. Ele agora usava o papel para escrever em japonês seu relato com suas experiências durante a viagem do Carpathia para Nova Iorque. É o único documento existente conhecido em papel timbrado do Titanic.

## Retorno para o Japão
A história de Hosono atraiu pouca atenção à princípio. Ele se dirigiu para os escritórios da Mitsui em Nova Iorque pedindo ajuda aos amigos para que o ajudassem a voltar para casa. Dali ele viajou para São Francisco para encontrar um navio de volta ao Japão. Um jornal local ouviu sua história e o apelidou de "Garoto Sortudo Japonês". De volta a Tóquio, foi entrevistado por inúmeras revistas e jornais incluindo o diário Yomiuri Shimbun, que estampou uma foto dele com sua família.
De acordo com um artigo de 1997 lançado por volta da época do lançamento do blockbuster Titanic, Hosono se achou alvo da condenação pública. Ele foi publicamente condenado nos Estados Unidos. Foi descrito como um "passageiro clandestino" a bordo do bote salva-vidas 10 por Archibald Gracie, que escreveu um livro muito popular com seu relato do desastre, enquanto o marinheiro no comando do bote, Edward Buley, contou durante o Inquérito do Senado Americano que Hosono e outro homem tinham se disfarçado de mulher para poder se esconder a bordo. Esta acusação falsa não foi relatada no Japão.